# Polly Porter
Mary Winearls Porter (1886-1980), más conocida como Polly Porter fue una cristalógrafa británica que contribuyó al desarrollo de la cristalografía de rayos X desde sus inicios en la segunda década del siglo XX. Fue investigadora y profesora en el Colegio Somerville de la Universidad de Oxford y miembro de la dirección del colegio entre 1937 y 1947. Fue miembro del consejo de la Sociedad Mineralógica de Gran Bretaña entre 1918-1921 y 1929-1932 y miembro de la Sociedad Mineralógica de América entre 1921 y 1927.

## Educación y carrera
Polly Porter nació en 1886. Su padre era corresponsal de The Times y la familia viajaba continuamente, por lo que Porter no recibió una educación formal, a pesar de dar muestras de talento especial durante su infancia. Durante una estancia en Roma, empezó a coleccionar fragmentos de mármol de ruinas antiguas y una vez de vuelta en el Reino Unido en 1902, se interesó en los mármoles italianos exhibidos en el Museo de la Universidad de Oxford. Henry Alexander Miers, profesor de Mineralogía y cristalógrafo, notó su interés y le proporcionó empleo en el museo durante los meses que su familia pasaba en Oxford, además de intentar convencer a sus padres, sin éxito, que la permitieran estudiar.
En 1910 trabajó durante un año como investigadora para el mineralogista Alfred Tutton y, durante una estancia de dos años en los Estados Unidos, obtuvo empleos para catalogar minerales en el Museo Nacional de Washington y en el Colegio Bryn Mawr en Pensilvania. En 1914 trabajó en la Universidad de Heidelberg, en Alemania, antes de regresar a Oxford, y durante la Primera Guerra Mundial investigó compuestos orgánicos con William Perkin en el departamento de Química. A pesar de su falta de credenciales académicos, logró una beca para el Colegio Somerville en 1919, lo que le permitió dedicarse a la cristalografía a tiempo completo y finalmente obtener una licenciatura y un doctorado en Ciencia por la Universidad de Oxford.
Continuó su labor de investigación hasta 1959, compaginándola con la edición de los tres volúmenes de Barker index of crystals y clases de cristalografía para estudiantes de Química. Dorothy Crowfoot Hodgkin, futuro premio Nobel fue una de aquellos estudiantes y consideró a Porter como una mentora e importante influencia en su carrera. Es posible que de no haber conocido a Porter, Hodgkin hubiera escogido otro campo de investigación.
Porter mantuvo lazos con Somerville durante toda su carrera; colaboró en campañas de financiación para la institución y fue miembro del consejo directivo entre 1937 y 1947.

## Obra
A los veintiún años, antes de iniciar su carrera científica, Porter publicó un libro sobre Roma, What Rome was built with (1907) inspirado durante su estancia en esa ciudad durante su adolescencia. A lo largo de su carrera, publicó varios artículos científicos en publicaciones como Proceedings of the Royal Society y Nature y coeditó las tres partes de The Barker Index of Crystals, una obra de referencia para identificar miles de compuestos por sus propiedades de difracción cristalina. Los tres volúmenes fueron publicados en 1951, 1956 y 1963 respectivamente.

## Reconocimientos
Polly Porter fue nombrada investigadora honorífica del Colegio Somerville en 1948. Fue miembro del consejo de la Sociedad Mineralógica de Gran Bretaña entre 1918-1921 y 1929-1932 y miembro de la Sociedad Mineralógica de América entre 1921 y 1927.